# Pohanka obecná
Pohanka obecná (Fagopyrum esculentum) je nenáročná rostlina z čeledi rdesnovité, která bývá pěstována jako pseudoobilovina. Pohanka obecná pochází z Číny a svůj název získala díky pohanským nájezdníkům: Saracénům a Tatarům, kteří rozšířili její semena do Evropy. V poslední době, tedy na počátku 21. století, znovu stoupá zájem o pohanku jako alternativní obilovinu, která má zajímavou dietetickou hodnotu a je vhodná pro pěstování v ekologickém zemědělství.

## Charakteristika
Pohanka obecná je jednoletá rostlina, 30–80 cm vysoká. Má červeně naběhlou, dutou, vzpřímenou a málo větvenou lodyhu.
Listy jsou střelovitě srdčité, skoro trojhranné, dolní řapíkaté, horní téměř přisedlé. Květenství postupně vyrůstají z úžlabí listu, kde jsou kvítky uspořádány v hroznu jinak nazývaném úžlabní lata. Květy pohanky jsou oboupohlavné. Její okvětní lístky jsou buď bílé, růžové, méně často červené. Kvetoucí nať obsahuje látku rutin, která snižuje krevní tlak. Pohanka je spíše cizosprašná a kvete v červenci a srpnu. Plodem pohanky je trojboká nažka připomínající bukvici. Nažky mají hnědou, černou nebo šedou barvu, v závislosti na odrůdě. Oloupaná semena – kroupy se svojí strukturou a chemickým složením podobají cereáliím. Vnější obal krup tvoří tlustá jednobuněčná vrstva světle zelené barvy. Uvnitř je škrobovitý endosperm.

### Obsahové látky
Pohanka je významným zdrojem flavonoidu rutinu. Tato rostlina je také ceněna díky své vysoké biologické hodnotě bílkovin, vyváženému složení esenciálních aminokyselin, vysokému obsahu vlákniny a rezistentního škrobu a příznivému zastoupení mastných kyselin v tuku (významný je především vysoký obsah kyseliny linolové). Semeno pohanky obsahuje draslík, fosfor, vápník, železo, měď, mangan, zinek a selen, z vitamínů skupinu B, cholin a tokoferol. Protože neobsahuje lepek, je vhodná pro osoby trpící celiakií jako náhrada běžných obilovin.

## Pěstování pohanky
Rostlina je málo náročná na půdní a pěstitelské podmínky. Na co je pohanka zvlášť citlivá, jsou jarní mrazy, proto se vysévá v květnu, kdy pomine nebezpečí mrazíků. Sklízí se koncem srpna nebo v září.
Dobře se jí daří na půdách lehkých, hlinitopísčitých či písčitohlinitých. Dobré předplodiny pro ni jsou luskoviny a okopaniny. Pohanka je nenáročná na živiny a agrotechniku.

## Využití
Je to medonosná plodina, která slouží jako krmivo pro hospodářská zvířata. Používá se i jako meziplodina k obnově půdní úrodnosti a ke zlepšení půdní struktury pro následné plodiny. Pohanka nachází své hlavní uplatnění v lidské výživě. Je ceněna zejména pro vysoký obsah lehce stravitelných bílkovin, příznivé složení tuků a vysoký obsah flavonoidového glykosidu rutinu, který zvyšuje pružnost cévních a žilních stěn. Snižuje hladinu cholesterolu v krvi a rozšiřuje cévy. K vaření se používají nažky, které se zpracovávají na pohankovou krupici – lámanku, mouku nebo kroupy. Plevy pohanky jsou bohaté na železo a může se z nich vařit léčivý čaj, podobně jako i z natě a květu. Mladou nať pohanky přidáváme do polévek podobně jako jiné naťové koření.

## Příbuzné druhy
- Pohanka tatarská (Fagopyrum tataricum): Pochází také z Asie. Pěstuje se v menší míře, nejčastěji jako medonosná rostlina.
- Opletka obecná (F. convolvulus)

## Galerie

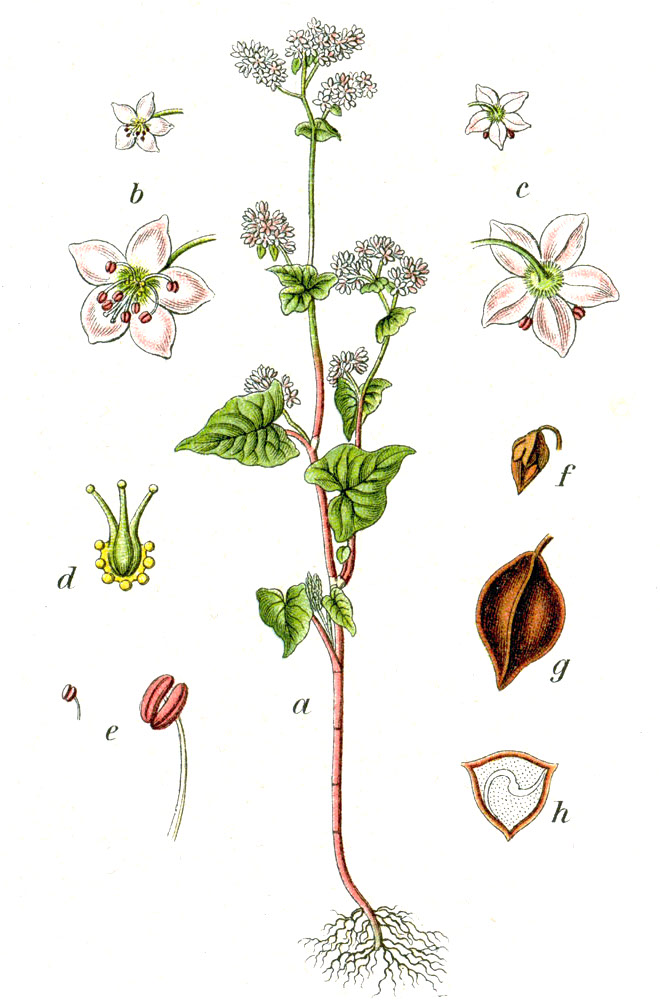
Pohanka obecná
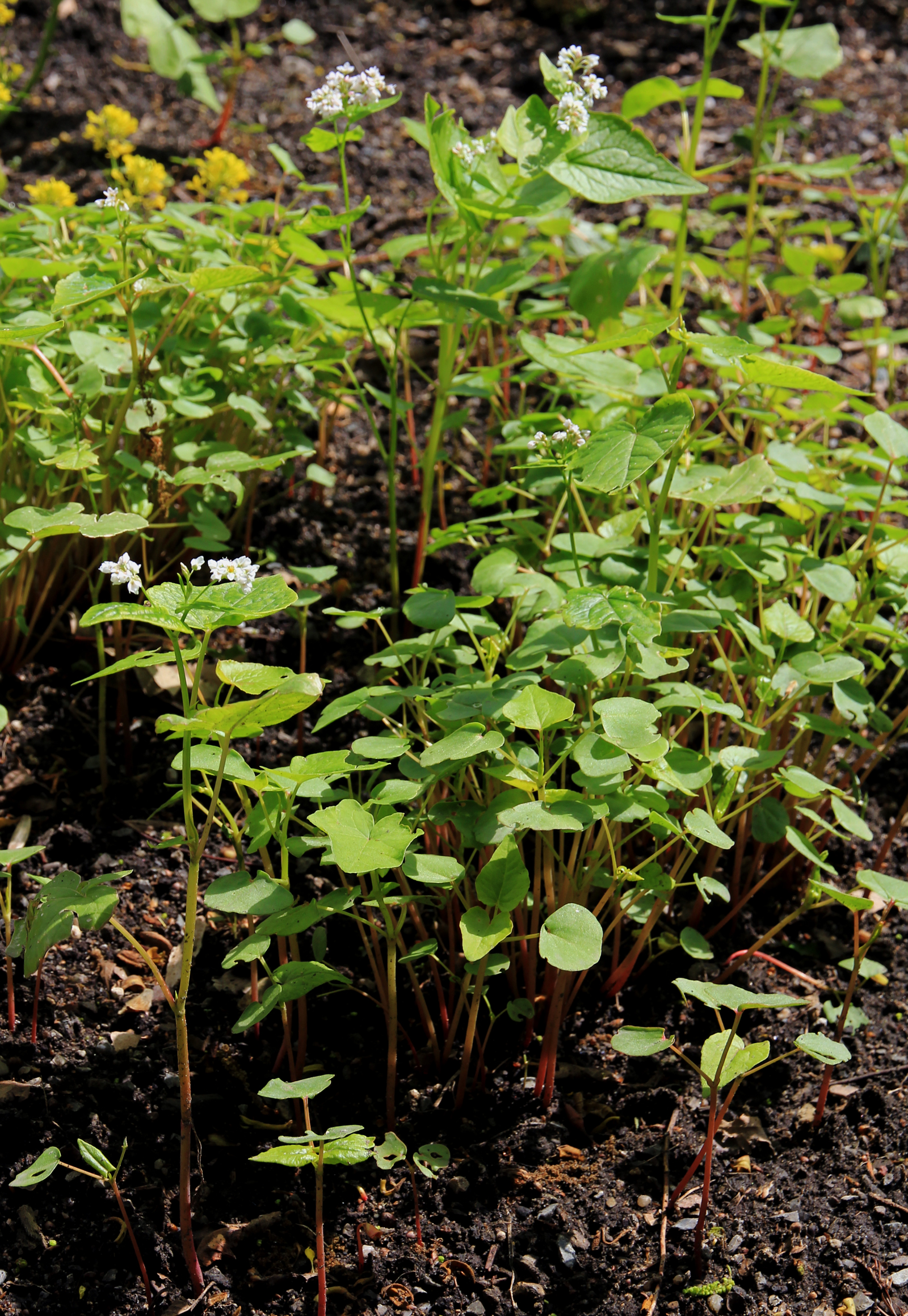
Kvetoucí rostliny
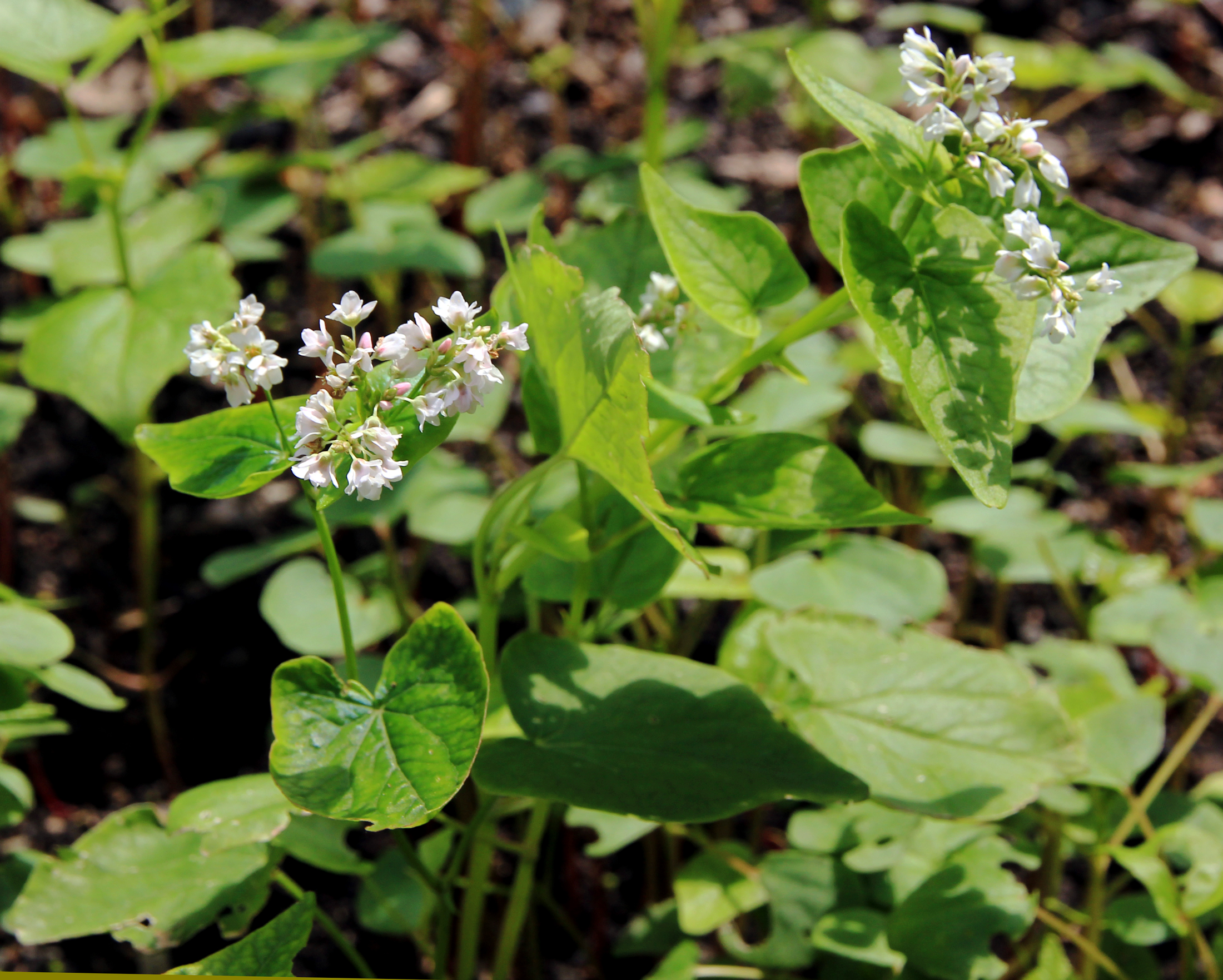
Květy
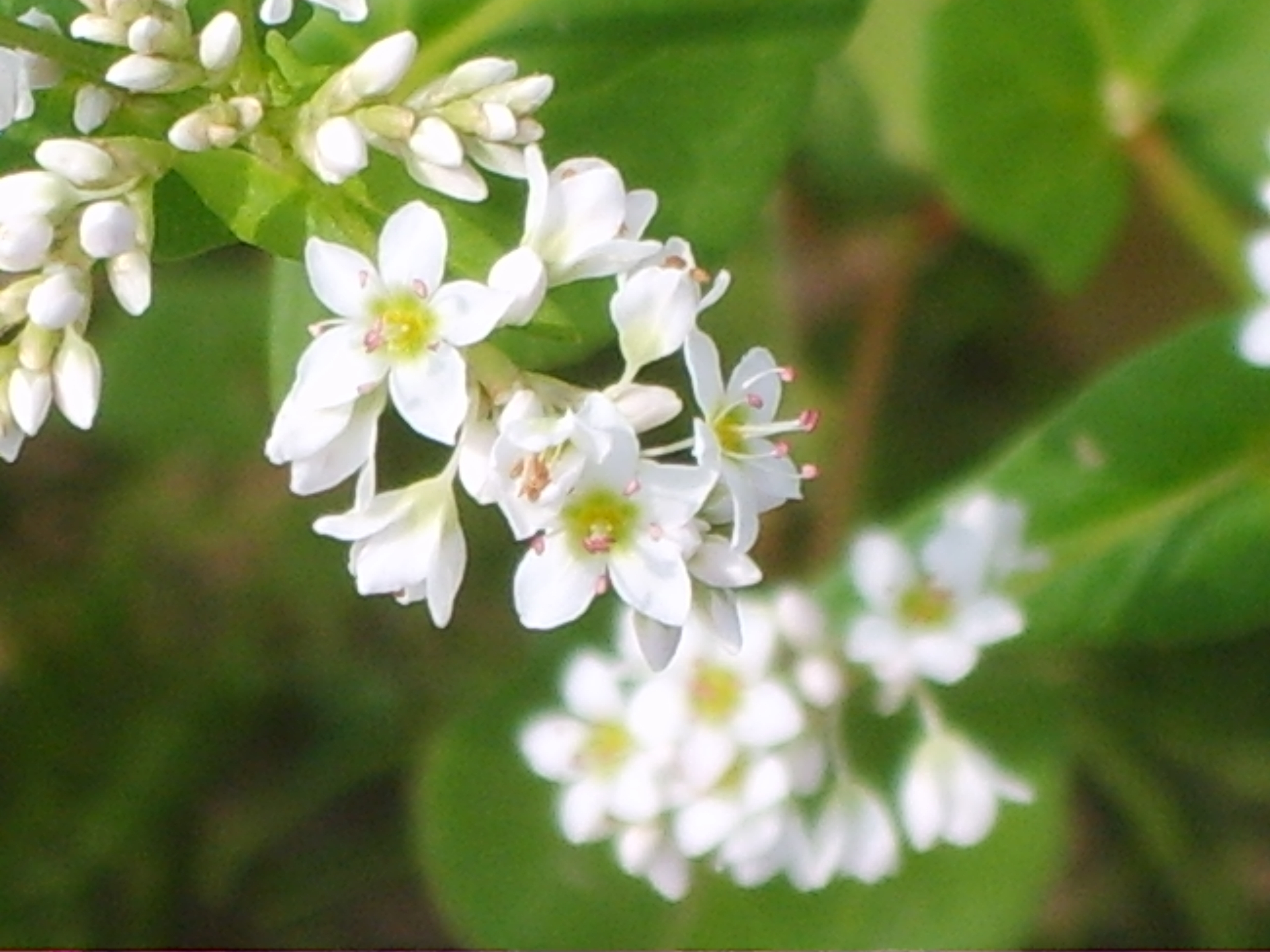
Květy pohanky
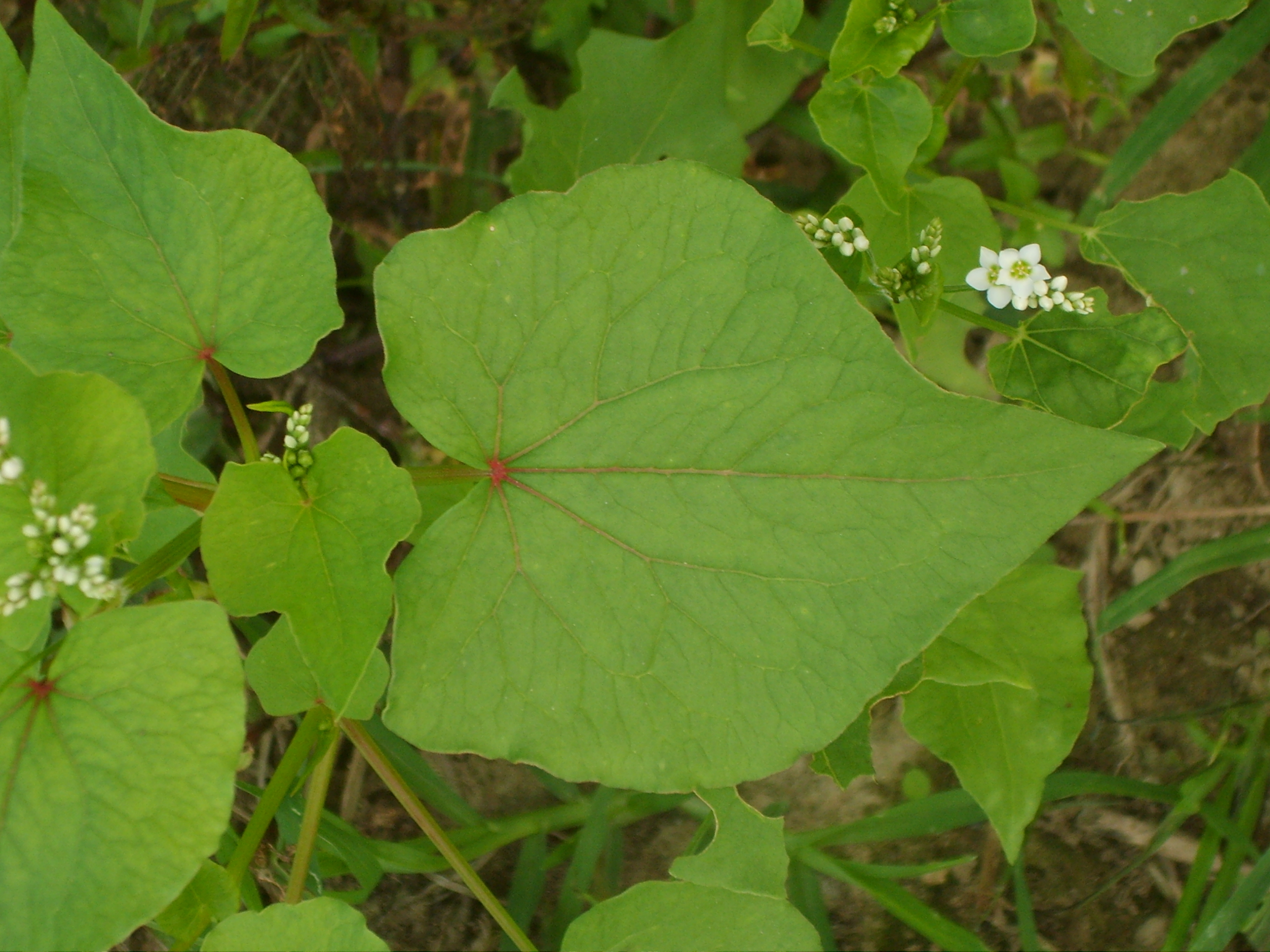
Listy
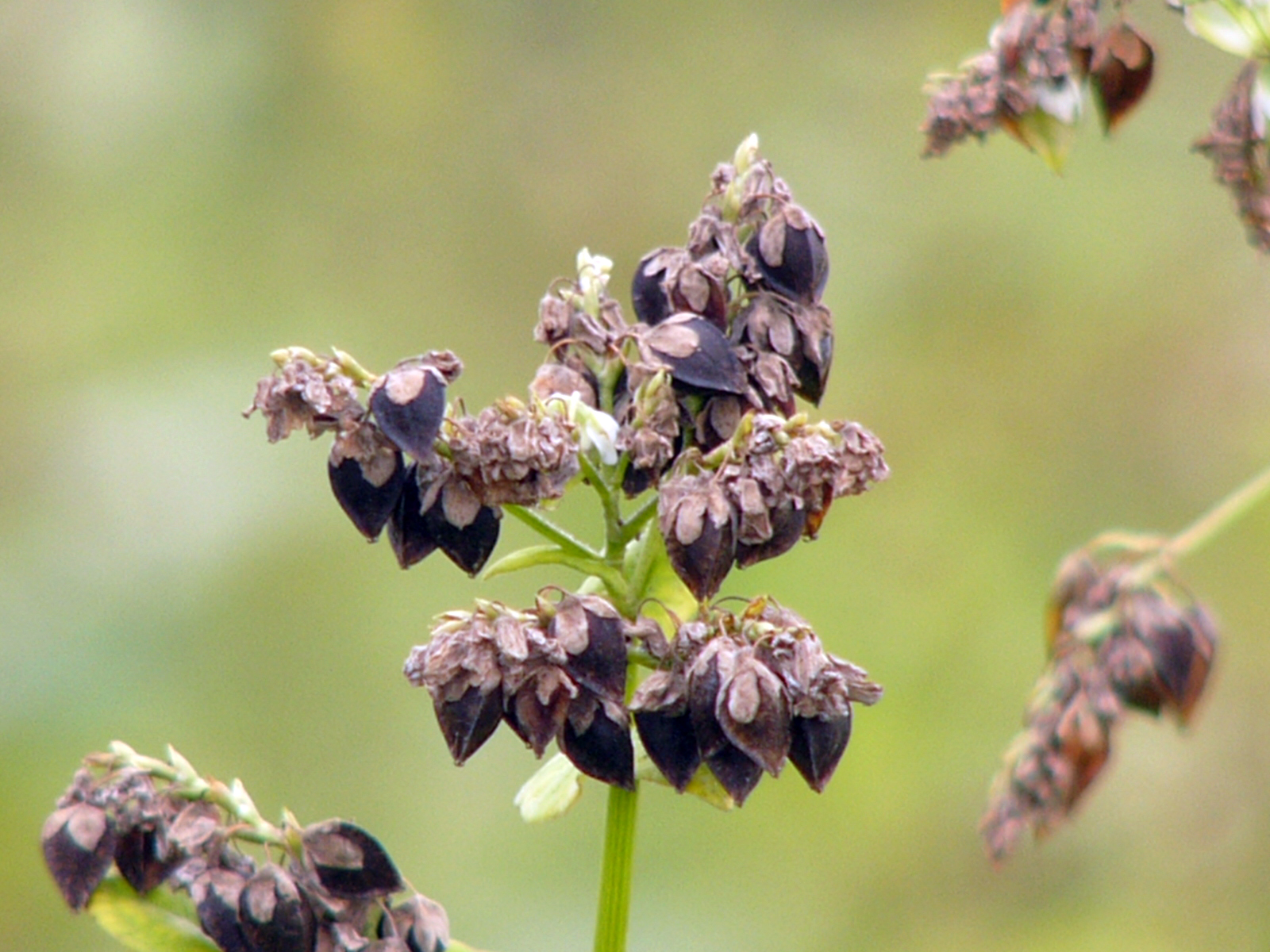
Semena
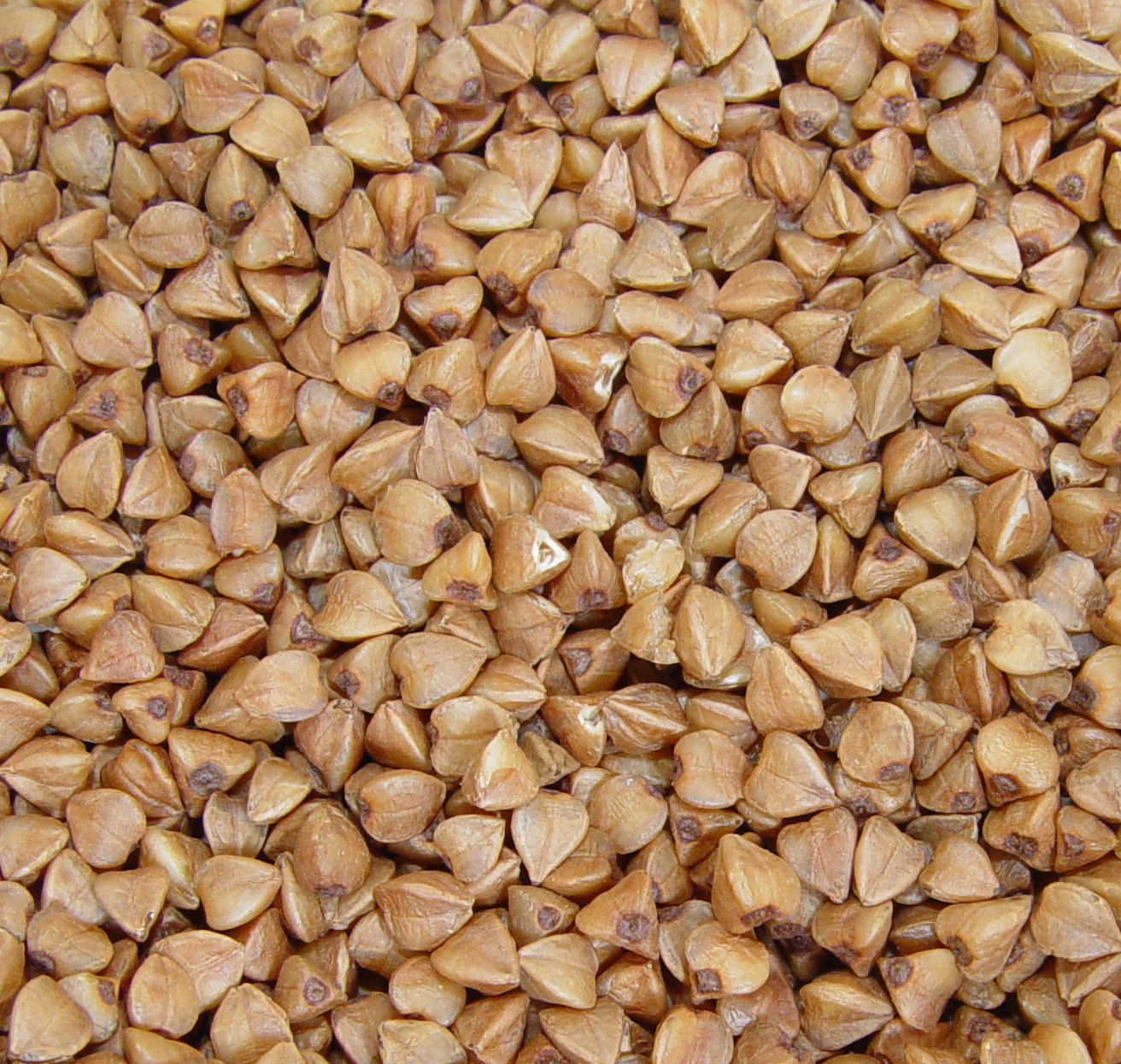
Zrna